# Биджапур (город, Карнатака)
Биджапур (англ. Bijapur) — город в индийском штате Карнатака. Административный центр округа Биджапур. Средняя высота над уровнем моря — 605 метров. По данным всеиндийской переписи 2001 года, в городе проживало 245 946 человек, из которых мужчины составляли 51 %, женщины — соответственно 49 %. Уровень грамотности взрослого населения составлял 69 % (при общеиндийском показателе 59,5 %). Уровень грамотности среди мужчин составлял 76 %, среди женщин — 62 %. 13 % населения было моложе 6 лет.

## История
В 1685 −1686 годах был осажден армией Великих Моголов.